# RH Rolta Louvain
Le König Verein (K.V.) Rolta Rink Hockey Club ou RH Rolta Louvain est un club de rink hockey de la ville belge de Louvain.
Jusqu'en 1999, le club jouait ses rencontres dans le championnat belge mais à partir de cette date, elle intègre le championnat néerlandais. 
Son plus grand succès sportif sur le plan international est sa participation à la finale de la Coupe des coupes d'Europe lors de la saison 1989-1990, malgré une très lourde défaite face au HC Liceo sur un score cumulé de 31-3. 